# Backyard Wrestling: Don't Try This at Home
Backyard Wrestling es un videojuego desarrollado por Paradox Development y publicado por Eidos Interactive en 2003 para Xbox y PlayStation 2. El objetivo del Backyard Wrestling es el gran motivo de utilizar el entorno para derrotar a un oponente.
Los luchadores destacados provienen en su mayoría del grupo de rap Insane Clown Posse dueños del Wrestling Federation, la Juggalo Championship Wrestling. Estos incluyen a Mad Man Pondo, Sabu, Tom Dub, Rude Boy, Josh Prohibition, MDogg20 y los payasos Violent J y Shaggy 2 Dope. Otros aspectos de la celebridad incluyen:Kitana Baker y el ex servicio de World Championship Wrestling Tylene Buck.
Aparte del patio trasero estándar Backyard Wrestling incluyen una parada de camiones, un matadero, un estacionamiento al aire libre, un talk show y un club de estriptis. Cada entorno está repleto de bates de alambre de púas, bombillas fluorescentes, mesas rompibles, sillas de acero y otros objetos que los jugadores pueden utilizar para dañar a sus oponentes.
También este juego tuvo FMVs que podría desbloquear al completar ciertos objetivos, mientras que los combates en los distintos centros. En su mayoría proceden de la "serie Backyard Wrestling" de DVD, y que tienen las canciones diferentes del juego en el fondo. La primera de ellas en el nivel de patio trasero era "Backyard Babes 101", que contenía el video de chicas casi desnudas en Bowling for Soup, Punk Rock 101, aparece en su Drunk Enough to Dance. FMVs Otros, como "Collateral Damage" y "Kids Today..." estarán también presentes, entre ellos dos clips de promoción de lucha libre del PCI, JCW, con dos de sus canciones tocando en el fondo.

## Jugabilidad
El modo de juego podría ser mejor descrita como un cruce entre los clásicos juegos de lucha y plataformas de 3D en combate como Power Stone .
El juego tiene un modo de historia llamado " Talk Show " dando vueltas alrededor de un espectáculo llamado "El Tema de Hoy", que se parecíaThe Jerry Springer Show . La presentadora de televisión, un personaje sin nombre, que se parecía a Kevin Gill, uno de los creadores del juego, entrevista a las víctimas y personalidades diferentes del backyard wrestling . Después de la entrevista, tu personaje se colocara en el lugar que era la víctima y tendrá que luchar contra otros tres backyard wrestler . Usted tiene que hacer frente a estos tres oponentes con una barra de salud.

## Recepción
Lanzado en 2003, el juego llegó a vender casi medio millón de copias en todo el mundo. Su recepción de la crítica fue tibia, pero el interés del jugador fue lo suficientemente alto como para justificar el desarrollo de una secuela. Backyard Wrestling 2: There Goes The Neighborhoodfue lanzado en el año siguiente, incluye más luchadores y moves, pero sobre todo el juego mismo.
Sum 41's "The Hell Song" fue utilizada durante la publicidad comercial para el juego.

## Roster
| - Violent J - Shaggy 2 Dope - Mad Man Pondo - The Rudeboy - Josh Prohibition - M-Dogg 20 - JCW's Evil Dead - Jamie Madrox - Monoxide Child - Sabu | - Tom Dub - Masked Horn Dog - El Drunko - El Chicharrón - Karnage - Gupta - masked mike jackson - Sonny D. Chopper - Atrocity XXX - Commissioner | - Dameon Redd - Da Bone Doctor - Ross Lover - Josh Asbill - Tylene Buck - Kitana Baker - Sally - Jezebel - Rosie - Adrianne Pain - Hernia |